# علی کورانی
علی کورانی (به عربی: علی الکورانی العاملی) (سال ۱۳۲۳ - ۳۰ اردیبهشت ۱۴۰۳) روحانی مسلمان شیعه اهل لبنان، پژوهشگر تاریخ اسلام و اندیشه‌های مذاهب اسلامی و بنیان‌گذار شرکت نرم‌افزاری المعجم الفقهی بود. او در ایران بیشتر با کتاب عصر الظهور شناخته می‌شود که موضوع آن مهدویت در احادیث اسلامی است.

## زندگی‌نامه
علی الکورانی العاملی در سال ۱۹۴۴ میلادی در روستای یاطَر در نبطیه در جنوب لبنان در خانواده‌ای کشاورز به دنیا آمد.
او به تشویق سید عبدالحسین شرف الدین به مدرسهٔ دینی رفت و زیر نظر شیخ ابراهیم سلیمان درس‌های مقدماتی را گذراند. در سال ۱۹۵۸ میلادی در چهارده سالگی به شهر نجف رفت و دروس مقدمات و سطح را در نزد محمد تقی فقیه، سید علاء بحرالعلوم، شیخ باقر ایروانی و سید محمدباقر حکیم خواند و در درس خارج سیدمحسن حکیم ، سید ابوالقاسم خویی و سید محمد باقر صدر شرکت کرد.

## فعالیت‌ها

### فعالیت‌های سیاسی
از اواسط دههٔ ۶۰ میلادی به عنوان نمایندهٔ چند مرجع شیعه از جمله سید ابوالقاسم خویی، در کشورهای عراق و کویت فعالیت داشت. عمدهٔ فعالیت‌های او علیه حزب بعث عراق و اندیشه‌های کمونیسم بود. او در سال ۱۹۷۴ میلادی به لبنان بازگشت.

### فعالیت‌های علمی و تبلیغی
کورانی پس از انقلاب اسلامی در ایران به ایران آمد و به پژوهش در این زمینه‌ها پرداخت:
احادیث اسلامی دربارهٔ مهدی، تاریخ تدوین قرآن، معنی واژه‌های قرآن (نقد کتاب مفردات راغب)، سیره نبوی، تاریخ امامان شیعه و نقد اندیشه‌های وهابیت.
او همچنین با حمایت سید محمدرضا گلپایگانی، بنیادی به نام مرکز المعجم الفقهی و سپس با حمایت سید علی سیستانی مرکز «المصطفی للدراسات الدینیه» برای پژوهش در اندیشه‌های اسلامی را بنیان گذاشت.
مرکز معجم فقهی، نخستین بنیاد تولید نرم‌افزارهای اسلامی بود که در سال ۱۳۶۹ خورشیدی آغاز به کار کرد. جدیدترین محصول این مرکز، نرم‌افزار کتابخانهٔ الکترونیک اهل بیت است.
او هم‌اکنون توانسته با حمایت‌های سید علی سیستانی سایتی را به نام سایت کتابخانه اهل البیت علیهم السلام راه‌اندازی نماید تا حدود هفت هزار از کتب شیعه و سنی در آن به صورت رایگان و مجازی در اختیار عموم قرار بگیرد.
کورانی از حدود سال ۱۹۹۸ به مناظره و گفتگوهای اینترنتی با عالمان مذاهب دیگر، به ویژه عالمان وهابی پرداخت و پس از آن به تدریج ارائهٔ برنامه‌های پرسش و پاسخ در تلویزیون‌های عربی زبان پرداخت که باعث شهرت او در جهان عرب شد.
کورانی در سال ۱۳۹۱ خورشیدی در مصاحبهٔ مفصلی با خبرآنلاین اظهار نظرهای برخی سخنرانان دربارهٔ مهدویت را نادرست دانست و نقد کرد.
وی در نشست نقد و بررسی جریان مدعی یمانی که در سالن همایش‌های دفتر تبلیغات اسلامی قم برگزار شد، پیش‌بینی کرد که تا قبل از ماه رمضان، یمنی‌ها به‌طور زمینی به عربستان حمله می‌کنند.

## انکار نظریه تکامل حیات
کورانی معتقد بود نظریه فرگشت صحیح نیست و مدعی است نظریه فرگشت با قانون دوم ترمودینامیک تناقض دارد و از این رو فرگشت را مخالف با علم می‌داند. او معتقد بود نظریهٔ فرگشت ذاتاً با علم ناسازگار است و در کتاب خود به دانشمندان جهان توصیه کرده است:
«ما از این افراد تقاضا می‌کنیم برخی کتابهای فیزیک را ورق بزنند تا بدانند این زمانی که آن را عامل سازندگی و تکامل می‌دانند، چیزی جز عامل ویرانی و تجزیه و تفکیک نیست!» 

## عصر الظهور
عصرالظهور نام کتابی است به زبان عربی که توسط کورانی دربارهٔ حوادثی که به باور شیعیان قبل از ظهور مهدی رخ می‌دهد، نوشته شده است.
این کتاب به بررسی و تحلیل وقایع و حوادث دوران ظهور و همچنین سرانجام ملل و قومیت‌های مختلف همچون ایران، عراق، رومیان، ترکان، یهودیان، اعراب، یمن و مصر در زمان جنگ‌های آخرالزمان و ظهور مهدی از دیدگاه روایات شیعه و سنی پرداخته است.
همچنین در قسمتی دیگر از کتاب نیز به دیدگاه اهل سنت دربارهٔ حجت بن الحسن پرداخته است.

### اهداف تألیف
از نظر شیعه ایران زمینه‌ساز ظهور مطرح شده است و این از علایم ظهور است. در روایت‌ها عبارت «رجل من قم» و «قوم من المشرق» آمدهاست لذا خواستم کتابی بنویسم برای آشنایی شیعیان با عصر ظهور و زمینه‌سازی آنان برای شناخت علامت‌های ظهور و رابطه انقلاب اسلامی ایران با آن علایم.

### نقد کتاب
یکی از اشکالاتی که این کتاب دارد این است که میان احادیث شیعه و سنی فرق نگذاشته است و آنها را با هم آورده و نمی‌توان تشخیص داد چه مقدار از مطالب از منابع شیعه است و چقدر از احادیث از منابع اهل سنت است. این کتاب همچنین به پاره از روایات ضعیف استناد کرده است که گاهی اهل سنت نیز آن را قبول نکرده است.
از دیگر اشکالات این کتاب این است که مؤلف برداشت‌های خاصی از روایات دارد. همچنین گاهی تطبیق‌ها با روایات دارای اشکال است مثل ربط دادن پرچم‌های سیاه به سیدخراسانی.

## درگذشت
علی کورانی در صبح‌گاه ۳۰ اردیبهشت ۱۴۰۳ در شهر قم بر اثر سکته قلبی درگذشت.

## تالیفات
- عصر الظهور
- طریقه حزب‌الله
- الممهدون للمهدی
- ملائکه الغیب قادمون (عنوان فارسی: فرشته‌ای از غیب، چاپ دوم با تلخیص: فرشته‌ها می‌آیند)
- تدوین القرآن (عنوان فارسی: تدوین قرآن)
- قرآن علی (ع) (عنوان فارسی: قرآن علی (ع))
- مصر و اهل البیت (علیهم السلام)
- العقائد الإسلامیة (۵ جلد)
- الانتصار (۹ جلد)
- الوهابیة والتوحید
- الوحدة الإسلامیة من وجهة نظر أهل البیت علیهم السلام
- مشکلة تعویم الإجتهاد فی الفقه والعقائد
- ألف سؤال واشکال علی المخالفین لأهل البیت الطاهرین (۳ جلد)
- السیرة النبویة عند أهل البیت (ع) (۳ جلد)
- جواهر التاریخ (۵ جلد) (زندگی سیاسی امامان شیعه از امام علی تا امام صادق)
- الإمام الکاظم (علیه السلام) سید بغداد
- الإمام محمد الجواد (ع)
- الإمام علی الهادی (ع) عمر حافل بالجهاد والمعجزات
- الإمام الحسن العسکری (ع) والد الإمام المهدی الموعود
- المعجم الموضوعی لأحادیث الإمام المهدی علیه السلام
- کیف ردَّ الشیعة غزو المغول (عنوان فارسی: خواجه نصییرالدین طوسی و مهار حملهٔ مغول)
- قراءة جدیدة لحروب الردة
- قراءاة جدید للفتوحات الاسلامیة (۲ جلد)
- نظرات الی المرجعیة
- الرد علی الفتاوی المتطرفة
- أجوبة علی أسئلة بعض علماء الطالبان
- مسائل مجلة جیش الصحابة
- الموظف الدولی (دربارهٔ احمد الکاتب)
- آیات الغدیر (عنوان فارسی: آیات غدیر)
- ثمار الأفکار
- عصر الشیعة
- إلی طالب العلم (زندگی‌نامه)
- سلسلة القبائل العربیة فی العراق (۱۰ جلد)
- فعالیات صهیونیة وهابیة فی العراق
- دجال البصرة (دربارهٔ احمد الحسن مدعی مهدویت در عراق)
- أسئلةٌ مهدویة
- دُرَرُ النَّحْو
- معرفه الله
- بشارة النبی (ص) بالأئمة الإثنی عشر (ع)
- تفسیر آیات الغدیر الثلاث
- صراع قریش مع النبی (ص) (عنوان فارسی: آیا قریش اسلام آورد؟)
- من أدعیة الحبیب المصطفی (ص)
- حقوق الإنسان عند أهل البیت (علیهم السلام)
- کتاب الحق المبین فی معرفة المعصومین (ع)
- الولادات الثلاث (عنوان فارسی: تولدهای سه‌گانه)
- شمعون الصفا وصی المسیح (ع) وجد الإمام المهدی (ع) لأمه (پترس در روایات اسلامی)
- فرهنگ موضوعی احادیث امام مهدی، انتشارات کتاب جمکران، ۱۳۹۹[۱۳]
- قبایل عراق (عنوان عربی: القبائلل العربیة فی العراق،[۱۴] با همکاری  کمال سلمان العنزی